# 松島庸
松島 庸（まつしま いさお、1973年 - ）は、日本の実業家。武蔵大学経済学部中退。

## 略歴
高校在学中より、フリーランスの記者としてベンチャービジネスなどの取材を行う。
大学中退後の1995年10月に株式会社クレイフィッシュ（現・e-まちタウン）を設立。中小企業が自社のサーバを持たずに電子メールなどを使えるようにするホスティング事業を手がけ、販売業務を筆頭株主の光通信に委託。2000年5月には顧客数が7万件に急増し、未開拓であった中小企業市場で先行した。
2000年3月には26歳という若さで東証マザーズと米店頭株式市場（ナスダック）との同時上場を果たし、一躍世間の脚光を浴びた。インターネット・バブルの頂点での上場に加え、上場企業としては史上最年少社長の誕生ということもあり、上場当初は時代の先端を行くネット・ベンチャー企業として持て囃されて株価も高騰。ナスダックでの公開初日には126ドルの高値を付け、上場時の公募増資で246億円もの資金を市場から調達した。
しかし上場は果たしたものの、その後のネット・バブルの崩壊と共に市場での評価も株価と同様に急落。米国では、ナスダック上場時に十分な情報開示を行わなかったとして集団訴訟も起こされた。光通信の体質に社会が厳しい目を向け始めると、同社経由の契約の解約率が急上昇して売上高は伸び悩み、赤字幅は拡大という悪循環に陥った。そんな中、光通信による大量の架空契約が発覚。その事により、松島は2000年11月に販売を担当していた光通信との提携を解消したが、結果的には光通信に代わる自力での営業網作りや販売チャネルの開拓も進まずに全てが後手に回り、顧客数は2000年6月以降減り続けた。なお、米ナスダック市場に上場しているクレイフィッシュの米国預託証券 (ADR) は、同社の米国における監査法人となるプライスウォーターハウスが監査法人を辞任したことによって2001年4月23日をもって売買停止になっており、その後も売買は再開されていない。
2001年4月4日には、経営方針を巡って松島と意見対立した監査役5人全員が辞意を表明。その後は光通信と経営路線を巡って対立し、退任を求められていた松島はこれを拒否していたが、15日には松島が4月に都内のベンチャーキャピタルに、同社長に対する融資の担保として差し入れた個人保有のクレイ株式1000株（発行済み株式の9.82%）が行方不明となったことが判明し、18日に経営混乱の責任を取って社長を辞任した。

## 著書
- 『追われ者 こうしてボクは上場企業社長の座を追い落とされた』 （東洋経済新報社、2002年4月、ISBN 4-492-97025-8）